# Boston Manor (gruppo musicale)
I Boston Manor sono un gruppo musicale inglese formatosi a Blackpool nel 2013. Sono sotto contratto con la Pure Noise Records, con la quale hanno pubblicato tre album. Il nome del gruppo deriva da quello della stazione metropolitana londinese Boston Manor; la band ha deciso di chiamarsi così perché ci erano passati mentre andavano a trovare un amico a cui avevano rubato il titolo di una canzone.

## Stile musicale e influenze
Lo stile musicale dei Boston Manor è spesso definito come emo pop e pop punk. Mescola l'emo con contaminazioni di grunge anni Novanta e post-hardcore anni Duemila, oltre che elementi tipici del punk rock e del punk revival. Tra le influenze della band sono stati citati Descendents, blink-182, Lifetime e Citizen.

## Formazione
- Henry Cox – voce
- Mike Cunniff – chitarra
- Ash Wilson – chitarra ritmica, cori
- Dan Cunniff – basso, cori
- Jordan Pugh – batteria

## Discografia

### Album in studio
- 2016 – Be Nothing.
- 2018 – Welcome to the Neighbourhood
- 2020 – Glue
- 2022 – Datura

### EP
- 2013 – Here/Now
- 2014 – Driftwood
- 2015 – Saudade
- 2019 – England's Dreaming (Acoustic)
- 2021 – Desperate Times Desperate Pleasures

### EP split
- 2014 – Boston Manor/Throwing Stuff

### Singoli
- 2015 – Trapped Nerve
- 2016 – Gone
- 2016 – Laika
- 2016 – Lead Feet
- 2017 – Cu
- 2017 – Drowned In Gold
- 2018 – Halo
- 2018 – Bad Machine
- 2018 – England’s Dreaming
- 2019 – Liquid (feat. John Floreani)
- 2019 – England’s Dreaming (Acoustic)
- 2021 – Carbon Mono
- 2021 – Algorithm
- 2021 – Desperate Pleasures
- 2022 – Foxglove
- 2022 – Passenger
- 2022 – Inertia

### Apparizioni in compilation
- 2017 – Punk Goes Pop 7, con Heathens (cover dei Twenty One Pilots)
- 2017 – 2017 Warped Tour Compilation, con This Song Is Dedicated to Nobody

## Videografia

### Video musicali
- 2015 – Trapped Nerve
- 2016 – Gone
- 2016 – Laika
- 2016 – Lead Feet
- 2017 – Cu
- 2017 – Drowned In Gold
- 2018 – Halo
- 2018 – Bad Machine
- 2019 – Liquid

## Premi
Kerrang! Awards
| Nomination   | Anno | Premio                               | Risultato   |
| ------------ | ---- | ------------------------------------ | ----------- |
| Boston Manor | 2018 | Miglior artista britannico emergente | Candidato/a |

Heavy Music Awards
| Nomination                   | Anno | Premio                         | Risultato   |
| ---------------------------- | ---- | ------------------------------ | ----------- |
| Welcome to the Neighbourhood | 2019 | Migliore copertina di un album | Candidato/a |